# Vivian Fatule
Zoila Vivian Fatule Guerrero (La Romana, República Dominicana, 11 de enero de 1973) es una presentadora de televisión, publicista, humorista y actriz dominicana.
Es conocida por conducir el programa de humor dominicano Happy Team (luego, HT Magazine), transmitido de lunes a viernes durante varios años a través de Color Visión.

## Biografía
Vivian es la menor de los cinco hijos procreados por los esposos Carlos Alfredo Fatule Chaín y Zoila Guerrero de Fatule, junto a sus hermanos Aníbal, Carlos Alfredo, Fazileh y Carlos Manuel.
Estudió la carrera de Comunicación Publicitaria en la Universidad Iberoamericana. Su esposo es Charles San Miguel, sus hijas Gabriela y Liah. Pertenece al Ministerio de Adoración de la Iglesia Mahanaim, del pastor Ezequiel Molina Rosario.

## Trayectoria
Su carrera artística dio su inicio cuando su hermano Carlos Alfredo Fatule le propuso hacer un personaje en el año 1999 en el programa El show de Carlos Alfredo, que se transmitía a través de Mango TV, donde hizo su primera aparición en el papel de Cucusa, aunque ella siempre estuvo involucrada en la producción.
Cuando Carlos Alfredo pasó a Telesistema con Gózalo, realizó algunas apariciones. Luego siguió a Color Visión en el año 2005, donde comparte rol de coconductora junto a Frank Camilo, además de humorista.
Realizó un total de 10 caracterizaciones, entre éstas "Cucusa", "La Gigi", "Hortensia", "Tetrica", "Luz Gina de la Mota", "María de los Ángeles" y "La presi", asimismo, imitaciones de voces como las de Thalía, Paulina Rubio y Shakira, entre otras.
Posteriormente, condujo desde 2009 el renovado programa de humor dominicano Happy Team, transmitido de lunes a viernes durante varios años a través de Color Visión. Recibieron una nominación como "Programa humorístico" en los Premios Casandra en su edición 2012.
En 2014, condujo la cuarta entrega de Premios El Galardón junto a Miguel Ortega. En junio del mismo año, el programa Happy Team cambió de nombre y de concepto, convirtiéndose en una revista diaria de variedades dirigida a la mujer dominicana y obteniendo el nombre de HT Magazine. Condujo este segmento televisivo de la revista diaria de variedades HT Magazine por Color Visión hasta mediados de 2015.
En 2024, formó parte del elenco de la película dominicana Justo a tiempo, junto a Robert Green y Angelo Frilop del Grupo Barak, Lizzy Parra, Rubinsky RBK, Yamilka, entre otros.

## Filmografía
| Año  | Título                 | Personaje      | Director               | País                               |
| ---- | ---------------------- | -------------- | ---------------------- | ---------------------------------- |
| 2013 | Profe por accidente    | Prof. Bertha   | Roberto Ángel Salcedo  | Bandera de la República Dominicana |
| 2017 | El plan perfecto       | Doña Agustina  | Roberto Ángel Salcedo  | Bandera de la República Dominicana |
| 2017 | Reinicio               | Laura          | Óscar Evelio Gutiérrez | Bandera de la República Dominicana |
| 2022 | El hombre transformado | Esther Mirabal | Elvira Almonte         | Bandera de la República Dominicana |
| 2024 | Justo a tiempo         | Brenda         | Arturo Mojica          | Bandera de la República Dominicana |